# 함인섭
함인섭(咸仁燮, 1907년 5월 3일 ~ 1986년 9월 15일)은 일제강점기의 전문학교 교수이며, 초대 강원대학교 학장, 제6대 농림부 장관을 지낸 대한민국의 정치인이자 대학 교수이다. 본관은 강릉(江陵)이다. 그는 춘천농업대학(강원대학교의 전신)의 설립에 참여, 개교의 중추적인 역할을 하였으며, 춘천농업대학 초대 학장과 2대, 4~5대 학장, 강원대학교 농과대학원장, 강원대학 학장 등을 역임했다. 제3대 부통령 송암 함태영의 손자이며, 26년 연하인 함병춘은 그의 배다른 이복 삼촌이었다.
일본 유학 후 귀국하여 연희전문학교 촉탁직원이 되었다가 연희전문학교의 교수, 황주춘광원예학교와 자동농업학교 교사로 활동했다. 1946년 춘천공립농업중학교의 교장이 되었다가 이후 주로 강원도에서 교편을 잡았다. 강원대학교의 전신인 춘천농업대학의 설립에 주로 참여하였다. 1952년에는 농림부 장관으로 잠시 재직하면서 8.15 및 6.25 직후와 건국 직후의 토지보상 문제와 토지 관련 분쟁을 모두 해결하였다.
미군정 당시 대학 부지와 대학 설립 인가를 얻어서 1948년 2월 1일 춘천농업대학을 개교하고 학장서리가 되었다가 1949년 8월 30일 춘천농업대학의 학장이 되었다. 이후 춘천농대의 2대, 4~5대 학장이 되었고, 5대 학장 재직 중 춘천농업대학에서 강원대학교로 교명이 변경되었다. 아명(兒名)은 함재인(咸在仁)이다. 본관은 강릉(江陵).

## 생애

### 초기 활동
1907년(광무 10년) 5월 3일 충청남도 천안군에서 함병석과 진주 강씨 강리백가(姜利百加)의 아들로 태어났다. 충청남도 천안에서 출생하여 지난날 한때 강원도 춘천에서 잠시 유아기를 보낸 적이 있으며 만 2세 시절이던 1909년 한성부에 이주하여 그 후 줄곧 한성부에서 성장한 그의 처음 이름은 함재인이었으나 뒤에 함인섭으로 고쳤다. 아버지 함병석은 대한제국시대의 법관이자 일제강점기 당시에는 장로교 목사로 활동했던 함태영의 본처 밀양 손씨 소생 아들이었다. 그러나 그의 부모는 일찍 사망하였다. 형제로는 남동생 함의섭이 있었다.
함인섭이 태어날 당시 할아버지 함태영은 대한제국의 판사로 활동하고 있었다. 함태영이 본처 밀양손씨와의 사이에서 장남 함병석을 1889년에 얻었고, 함병석은 다시 1년 연하인 강성흠(姜星欽)의 딸 진주강씨와 결혼하여 그를 얻었다. 친할아버지인 함태영과는 나이 차이가 34살 밖에 나지 않았기에 비슷한 시대인 제1공화국에 사회활동을 하였다.
천안 출신인 그는 경성으로 올라와 1923년 경성 중동고등보통학교에 입학했는데, 중동고보 재학 중인 1924년 3월 26일 유기환(柳基桓)의 딸 유순희(柳順嬉)와 결혼하였으며, 슬하에 6남매를 두고 1949년 사별하였다. 1927년 경성 중동고등보통학교를 졸업하고 1927년 일본으로 유학, 동경농업학교에 입학하였다. 1930년 3월 동경농업대학 예과를 수료하고 동경농대 본과 농학부에 입학, 1933년 3월 24일 동경농업대학 농학부를 졸업하였다.

### 교육 활동
귀국 후 연희전문학교 촉탁직원이 되었다가 연희전문학교의 교수가 되었다. 그는 동시에 7년간 직접 농장을 운영하였다.
일제강점기 후반 황해도 황주군 춘광원예학교(黃州春光園藝學校, 6년제, 소학교 과정) 교사와 경기도 자동농업학교(自東農業學校) 교사로 교단에 섰다.

### 해방 정국 활동
해방 직후인 1945년 9월 2일 주한미군이 주둔하고 미 군정청이 설치되자 함인섭은 미군정청 농산국 직원이 되었다. 1946년 미 군정청 농림부 고문이 되었다가 1946년 춘천공립농업중학교 교장으로 부임하였다. 이때 그는 강원도 도내에 대학이 없는 것일 보고, 강원도내에 대학 설립 추진을 계획하게 되었다. 1946년 10월 1일 춘천농업대학 창립 발기회를 결성하고 주도적으로 활동했다.
그는 몇몇 뜻있는 지역 유지들과 함께 학교 부지를 물색하여 학교 부지로 쓸 20여만 평의 토지를 확보하는데 주동적인 역할을 하였고, 1947년 6월 14일에는 미 군정 문교부에 대학 설립인가를 신청해 승락받았다. 그는 강원도 지역이 삼림과 농촌이라는 점과 당시 농업과 임업이 주 소득원임을 감안하여 신설 대학을 농업대학으로 결정하였다.
1948년 8월 15일 대한민국 농림부 농업경제국 통계과장이 되고 이어 문교부 농업교육담당이 되었으나 곧 사퇴했다. 이후 춘천 강원도립대학 교수로 활동하면서 농대 설립을 추진하다가 1948년 2월 1일 춘천농업대학(現 강원대학교) 학장 서리가 되었다.
1948년 2월 1일 당시 춘천농업대학을 설립하면서 농업토목기술원 양성소를 부설로 설립하였다. 그러나 춘천농대 부설 토목기술원양성소는 48년 10월 30일 1기 수료생을 배출하였으나, 운영 여건이 여의치 않아 1949년 5월 5일 2기생을 배출하고 폐소하게 되었다.

### 정부 수립 이후
1948년 8월 춘천농업대학(現 강원대학교) 설립, 춘천농업대학 학장서리가 되었다. 대한민국 정부 수립 이후 그는 문교부 국가고등고시 전형위원의 한 사람으로 위촉되었다. 1949년 8월 30일 춘천농업대학 초대 학장이 되었다. 건국 이후 그의 할아버지 함태영이 조선 말 독립협회사건과 만민공동회 사건으로 수감된 이승만에게 관대한 한결을 내려 그 인연으로, 내각 법무장관의 물망에 오르기도 했다. 그러나 성사되지 않고 할아버지 함태영은 심계원장과 제3대 부통령을 지냈다. 전쟁이 발생하자 그의 동생 함의섭이 일가족을 이끌고 부산으로 피신하였다.
1950년 4월 16일 중앙선거위원회 선거위원에 위촉되었다.
1952년 3월 6일 제6대 농림부 장관이 되었다. 농림부 장관이 되자 그는 정부 수립 직후에 시행한 토지개혁 당시 농지보상금 문제를 완전히 해결하고, 8·15 광복 직후에 발생한 토지관련 분쟁과 토지보상 문제를 해결하였다. 그러나 1952년 8월 28일, 1952년의 중석불 사건으로 인책 사임하였다. 그는 중석불 사건의 피해자라는 시각도 있다. 그밖에 그는 강원도 노동위원회 공익위원, 강원도 교육위원 등으로도 위촉되었다. 1956년 9월 12일 UN가입추진위원회 전원위원회 강원도지부 부위원장이 되었다. 1957년 4월 20일 춘천농과대학 학장이 되고 1957년 5월 12일부터 1960년 7월 7일까지 문교부 중앙교육위원회 위원을 겸임하였다. 그는 또 1960년 7월 5일까지 고등고시 전형위원에도 위촉되었다.
1962년 3월 27일 일본 도쿄 농업대학교 농업대학원 농학박사 학위를 받았다.
1962년 8월 11일 다시 춘천농과대학 학장이 되었다. 1967년 12월 29일부터 1972년까지 농대 학장으로 농과대학원 원장도 겸직했다. 1968년 1월 1일 강원도교육위원회 교육위원에 위촉되었다. 1968년 1월 1일부터 다시 춘천농과대학 학장에 재선임되었다. 강원대학의 학장으로 있으면서 그는 교내에 학술림을 조성하는데도 기여하였다.
1964년 할아버지 함태영이 사망했을 때 국민장이 거행되었는데, 그는 일찍 죽은 아버지와 삼촌들, 그밖에 나이 어린 이복 삼촌들을 대신해서 그가 상주 노릇을 하였다.

### 생애 후반
1970년 3월 3일 춘천농과대학이 강원대학으로 바뀌면서 강원대학 학장이 되었다. 1972년 1월 1일부터 강원대학 학장에 재선임되고, 1972년 8월 31일 정년 퇴임하였다. 이후 학교법인 상임이사, 강원대학교 명예 교수, 중동학교 재단 이사장 등을 역임했다. 그밖에 농학 학문연구 활동으로는 주로 콩(豆)을 전문적으로 연구하였다.
독실한 신앙인이었던 그는 기독교 장로로도 활약하였다. 1970년에는 국민훈장 동백장을 받고 1972년에는 국민훈장 모란장을 수상하였다. 그는 재산을 마련하지 못해 자기 집이 없었고, 일부 제자들과 교직원들이 기금을 마련해서 그의 집을 마련해 주었다. 1986년 9월 15일 오전 10시 강원도 춘천시 춘천의료원에서 병으로 사망하였다.

### 사후
장례식은 강원대학교장으로 거행되었고 상주는 차남 함춘호였으며, 묘소는 춘천시 공원묘지에 있다.
후일 그를 기념하는 함인섭 기념광장이 강원대학교 교정 내 대운동장 옆에에 설치되었고, 2010년 6월 12일 강원대학교 개교 63주년을 기념하여 함인섭 광장 내에 강원대 미술학과 교수 양재건이 그의 동상을 제작, 건립하였다.

## 약력
- 연희전문학교 촉탁직원
- 연희전문학교 교수
- 농장 7년 경영
- 황해도 황주군 춘광원예학교 교사
- 경기도 자동농업학교 교사
- 1945년 9월] 미 군정청 설립, 미군정청 농산국 직원
- 1946년 미 군정청 농림부 고문
- 1946년 춘천공립농업중학교 교장
- 1948년 8월 15일 대한민국 농림부 농업경제국 통계과장
- 문교부 농업교육담당관
- 춘천 강원도립대학 교수
- 춘천농대학장 서리
- 1948년 8월 춘천농업대학(現 강원대학교) 설립, 춘천농업대학 학장 서리
- 1949년 춘천농대 학장
- 1952년 3월 6일 ~ 1952년 8월 28일 제6대 농림부 장관
- 1955년 12월 ~ 1956년 2월 자유당 농과학행정특임촉탁위원
- 1956년 5월 ~ 1956년 8월 한국독립당 농림행정특보위원
- 1956년 9월 12일 UN가입추진위원회 전원위원회 강원도지부 부위원장
- 1957년 3월 ~ 1960년 7월 5일 고등전형위원
- 1957년 4월 20일 ~ 1960년 7월 10일 춘천농과대학 학장
- 1957년 5월 12일 ~ 1960년 7월 7일 중앙교육위원회 위원 겸임
- 1962년 8월 12일 ~ 춘천농과대학 학장
- 1967년 12월 29일 ~ 1972년 강원대학교 농과대학원 원장
- 1968년 1월 1일 ~ 강원도교육위원회 교육위원
- 1969년 춘천농과대학 학장
- 1970년 3월 3일 강원대학 학장
- 1971년 12월 23일 강원대학 학장
- 1972년 3월 정년 퇴임
- 학교법인 상임이사
- 강원대학교 명예 교수
- 중동학교 재단 이사장

## 학력
- 1927년 경성 중동고등보통학교 졸업
- 1930년 동경농업대학 예과
- 1933년 동경농업대학 농학부
- 동경농업대학 대학원

## 별세
- 1986년 9월 15일 춘천의료원에서 병으로 사망

## 학위
- 1933년 동경농업대학 농학 학사
- 동경농업대학 농학석사
- 동경농업대학 농학박사

## 저작
- 논문, 한국에 있어서의 대두 재배 및 육종에 관한 연구

## 수상 경력
- 1970년 국민훈장 동백장 수훈
- 1972년 국민훈장 모란장 수훈

## 가족 관계
함인섭의 다섯 딸 중 네명의 딸은 증조부가 되는 함태영 생존시에 이미 결혼한 상태였다. 함태영의 부고 공고장에 승중손 함인섭의 사위 네 명의 이름도 함께 올라가 있다.
함인섭의 손자 함영덕 역시 함태영 생전에 태어났는데, 함태영에게는 4대손이 된다.
- 할아버지 : 함태영(咸台永, 1873년 10월 22일 ~ 1964년 10월 24일)
- 친할머니 : 밀양 손씨(1871년 4월 7일 ~ 1904년 2월 1일)
  - 숙부 : 함병승(咸秉昇, 1896년 8월 23일 ~ ?)
  - 숙모 : 양천 허씨(1897년 2월 20일 ~ ?), 허정정(許鼎丁)의 딸
    - 사촌 동생 : 함재원(咸在元)

  - 숙부 : 함병목(咸秉睦)
- 계조모 : 고숙원(高淑媛, 1887년 11월 21일 ~ 1943년), 고군보(高君甫)의 딸
  - 이복 삼촌 : 함병춘 (咸秉春, 1932년 2월 26일 ~ 1983년 10월 9일), 대통령 비서실장, 대통령 외교담당 특보
    - 이복 숙모 :심효식([6] 沈孝植, 1928년 ~ , 화가)
      - 사촌 : 함재봉, 아산정책연구원 이사장 겸 원장
      - 사촌 : 함재학, 연세대학교 법과대학 교수
- 아버지 : 함병철(咸秉哲, 1889년 8월 4일 ~ 1947년 2월 28일) - 아명은 함병석(咸秉奭).
- 어머니 : 강이백가(姜利百加, 1890년 2월 10일 ~ ?), 강성흠(姜星欽, 아명(兒名)은 강종근(姜種謹))의 딸
  - 동생 : 함의섭(咸義燮, 1910년 4월 1일 ~ 1995년, 아명(兒名)은 함재의(咸在義))
  - 제수 : 이차례(李次禮, 1912년 1월 4일 ~ ?)
- 부인 : 유순희(柳順嬉, 1907년 12월 16일 ~ 1949년 1월 23일), 문화 유씨 문중 유기환(柳基桓)의 딸
  - 아들 : 함양호(咸陽鎬, 1931년 ~ )
  - 며느리 : 홍숙희(洪淑熙, 1934년 ~ )
    - 손자 : 함영덕

  - 아들 : 함춘호(咸春鎬, 1934년 ~ 1994년)
  - 며느리 : 김정자(金貞子, 1940년 ~ ), 김성현(金成炫)의 딸
  - 첫째 딸 : 이름 미상
  - 첫째 사위 : 김두하(金斗夏)
  - 둘째 딸 : 이름 미상
  - 둘째 사위 : 장작용(張作鏞)
  - 셋째 딸 : 함선호(咸仙鎬)
  - 셋째 사위 : 이광서(李光緒)
  - 다섯째 딸 : 함연호(咸蓮鎬)
  - 다섯째 사위 : 이호재(李昊宰)
- 부인 : 유명숙(兪明淑, 1917년 5월 8일 ~ ?), 기계 유씨 문중 유권(兪權)의 딸

## 기타
본처 유순희의 묘는 경기도 의정부시 자일동 선영 내에 있다. 할아버지 함태영의 묘소는 후일 동작동 현충원으로 이장되었다.

## 함인섭을 연기한 배우
- 최병학 - 1981년 (제1공화국) MBC TV 드라마

## 기타
- 함태영
- 농림부
- 함병춘